# Silent Witch 沉默魔女的祕密
《Silent Witch 沉默魔女的祕密》是日本作家所著的輕小說系列，並由擔綱插畫。小說本篇於2020年2月20日至10月3日在成為小說家吧上連載2021年6月10日起經KADOKAWA旗下KADOKAWA BOOKS品牌出版。
改編漫畫由2021年7月5日起由漫畫家於電子漫畫雜誌《B’s-LOG COMIC》上開始連載。2020年11月開始在成為小說家吧連載外傳《Silent Witch 沉默魔女的祕密（外傳）》，主要描寫本篇後發生的故事及本篇中未收錄的短篇小故事。

## 故事簡介
〈沉默魔女〉莫妮卡·艾瓦雷特是世上唯一會使用無詠唱魔術的魔術師，並以史上最年輕的紀錄當上王國最高位的魔術師──七賢人。但是，莫妮卡事實上是因為極度社交恐懼，無法在人們面前開口說話而學會無詠唱魔術。
某天，莫妮卡被同期入選七賢人的〈結界魔術師〉路易斯·米萊強迫委託她執行第二王子的秘密護衛任務，而被安排以「莫妮卡·諾頓」的身份編入賽蓮蒂亞學園就讀。

## 登場人物

### 主要人物
莫妮卡·艾瓦雷特（聲：會澤紗彌）
本作女主角，稱號為〈沉默魔女〉，王國史上最年輕的七賢人，亦是史上唯一一位使用無詠唱魔術的魔術師。
熱愛數學、魔術和肉球，具備強大的計算力、精準的目測能力及良好的記憶力。
極度怕生又有社交障礙，害怕人類（尤其是高大且強壯的男性），而經常戴著兜帽低著頭和沉默寡言。
成為七賢人後，在深山的小屋過著家裡蹲的生活，平時在家中處理國家需要計算的文書工作，偶爾被路易斯強迫參與部分外務工作，後在沃岡黑龍討伐戰中一舉成名。
之後，被路易斯強迫她偽裝身份入讀賽蓮蒂亞學園，暗中護衛第二王子菲利克斯。自接下任務後，每當以七賢人身份活動時會配戴面紗並以筆談與人交流，避免被學園相關人士認出。
擅長屬性為風，能以無詠唱和強大的計算力使用目前已知約80%的魔術，能於戰鬥中以精準無比的魔術出奇不意、先發制人，還會節省部分魔力的節制術式、同時發動兩道魔術和召喚精靈王等高位魔術，被視為天才之上的怪物。然而，因其運動神經極差，平衡感較差，所以使用飛行魔術時需要騎乘物件飛行。
曾被路易斯強迫參加魔法兵團的訓練，而學會解讀戰略，使她在學園首次接觸西洋棋時便能壓制艾利歐特。
莫妮卡·諾頓
莫妮卡入讀賽蓮蒂亞學園時使用的假身份，由路易斯在柯貝可伯爵家的協助下所偽造，後被菲利克斯任命為學生會新任會計。
尼洛（聲：生天目仁美、土岐隼一（人型））
莫妮卡的黑貓使魔，雄性。
能理解並說人類的語言，但沒有興趣記住莫妮卡以外的人的名字，習慣給別人亂取綽號。喜愛吃肉和閱讀「達士亭·君塔」所編寫的小說。對自己是世上最可愛的貓一事特別執著。
真實身份是沃岡的黑龍，可變身成貓和人類男性的形態。

### 利迪爾王國

#### 七賢人
現役成員
路易斯·米萊（聲：諏訪部順一）
前傳《-another- 一步登天的結界魔術師》的主角。
七賢人之一，稱號為〈結界魔術師〉，魔法兵團前團長，在政治立場上支持摯友第一王子萊歐尼爾。因與莫妮卡同時成為七賢人而稱呼她為「同期閣下」。
喜愛果醬，極度愛護妻子蘿莎莉，但被妻子限制每天吃果醬的數量。由於遺傳母親的美貌，容易被誤會為女性，所以討厭別人稱他為女性，曾因而把對方的睾丸踏破。
出身於北部，母親為娼婦但早逝，自幼為娼館處理雜務和保鑣等工作。娼婦們為向其母報恩，對他照顧有加。後被路過的基甸發現其才能，推薦其入讀米妮瓦，娼婦們也給予他資金，希望他離開娼館。
在米妮瓦為能力與學業優秀卻經常闖禍的頭號問題學生，被稱為「米妮瓦的頑童」。先後結識了蘿莎莉和萊歐尼爾後與他們成為了朋友。與蘿莎莉相處的過程中逐漸對她產生了戀慕之心，直到她轉修醫學而退學時向她告白，並私下向她的父親博德蘭請求允許自己和蘿莎莉結婚時，卻被對方指責沒有資格，因而向萊歐尼爾求教貴族的禮儀修養、口音和打扮，並以購買王都居屋和成為七賢人為目標。
畢業後入職魔法兵團，不斷屠龍積累功績和金錢，成為了史上最年輕的魔法兵團團長，並在王都買到居屋。為獲得七賢人選拔試的推薦，偶爾會為貴族們修補結界，之後為賣人情給母校，而把古蓮收為弟子。
後因博德蘭推薦而參加七賢人選拔試，但被莫妮卡以壓倒性的實力擊敗。與此同時，蘿莎莉失憶且被另一個七賢人候選人襲擊，而將其擊敗逮補並讓蘿莎莉恢複記憶，再加上七賢人空缺增加多一個，使他和莫妮卡能成為新任七賢人，完成魔法兵團的交接。在成為七賢人後半年與蘿莎莉正式舉行婚禮。
成為了七賢人後為討伐龍、修補結界等外務工作而四處奔走，而且自接觸到貴族社會後便決定為萊歐尼爾承擔權謀鬥爭方面的事務。
因為莫妮卡具備擊敗自己的壓倒性實力，卻過度自卑、缺乏自信，而對她感到不滿。因此偶爾把部分工作強推給她，希望藉此讓她累積功績和自信，改善其個性問題，同時亦希望藉此減少工作量，讓自己有時間陪伴家人。
擅長屬性為風，精通結界術、武技和各種武器，也會使用飛行魔術、各種魔術和召喚精靈王。在現任七賢人中最擅長戰鬥的人，其單獨討伐龍的數目為全國第二，戰鬥中經常會使用法杖或結界揍人。
梅爾麗·哈維
七賢人之一，稱號為〈詠星魔女〉，王國首席預言家，占星術達人，也是國王的顧問。除了觀測王國與王族的未來，平時也負責統籌七賢人的工作。
為現任七賢人中的最年長者，因著重美容，使其外貌與少女無異，且喜好穿著五分褲的美少年。
在七賢人中幻術最為成熟，因長年觀測星空而能以幻術覆蓋某個地區的整個天空以假亂真；每當有七賢人成員缺席公開活動時便會以幻影瞞天過海，曾挑戰變出理想中的美少年幻影但失敗。
勞爾·羅斯堡
七賢人之一，稱號為第五代〈荊棘魔女〉。
因為〈荊棘魔女〉為魔術名門羅斯堡家的家族封號，所以儘管他是男性也會繼承「魔女」稱號。
擁有全國最高的魔力量，是王國官方紀錄中魔力量突破250的四人之一。擅長屬性為土，可賦予植物（主要是玫瑰）魔力或魔術並加以操縱，且還能以家族秘術（精神干涉魔術）把自己切換成初代〈荊棘魔女〉的人格，以操縱薔薇要塞。
平時很少處理七賢人的工作，經常會務農、整理王城或貴族家中的花園或插花等，還會把自己種植的蔬果（主要是胡蘿蔔）送給別人，而被路易斯批評他浪費才能。
在得知莫妮卡與雷暗中調查克拉克福特公爵時，因感到有趣而加入他們，也希望藉此建立友誼。
雷·歐布萊特
七賢人之一，稱號為第三代〈深淵咒術師〉，有著紫髮與粉紅色瞳孔。身體寄宿了兩百種以上詛咒的咒術師，因而對詛咒的抗性很高，擅長對人戰而不自知。其詩句纖細又美麗，但嘴巴只為鬧彆扭與詛咒。時常糾纏女生告白，並詛咒英俊的男生。
在得知家族遺失的咒具流入了賽蓮蒂亞學園而到訪學園，因發現偽裝身份的莫妮卡而請求她的協助，回收咒具後被莫妮卡邀請參加校慶。當莫妮卡等人與帝國間諜交戰時，對逃跑的間諜下了長達一個月痛不欲生的詛咒，事後被路易斯以其家族咒具外流一事作威脅要求他協助莫妮卡的護衛任務。
在咒龍事件，為診斷莫妮卡與古蓮身上的詛咒而到訪廉布魯格公爵領地，後與莫妮卡找出並逮捕當年背叛家族的學徒巴利·奧茲，但巴利因詛咒反噬喪生而失敗。事後因發現咒龍事件為克拉克福特公爵自導自演，而與莫妮卡合作暗中調查。
布拉福·泛世通
七賢人之一，稱號為〈炮彈魔術師〉，唯一能使用六重強化魔術的魔術師，戰鬥狂，與路易斯同為七賢人中的武鬥派。平時負責討伐龍等戰鬥的工作。
王國官方紀錄中魔力量突破250的四人之一。擅長屬性為火，其六重強化魔術具壓倒性的高火力，其攻擊威力足以貫穿巨龍的身體，且其對魔力操作與魔術理解的能力也高居不下，也能召喚精靈王，但其缺乏靈活性而不適合與上位精靈交戰。
伊曼紐·達爾文
七賢人之一，稱號為〈寶玉魔術師〉，擅長賦予魔術和製作魔導具，有王國最高峰的手藝，但魔力量在現任七賢人中為最低。
卡萊被迫辭退七賢人職位後，在第二王子派領袖克拉克福特公爵的協助下成為了七賢人。七賢人中唯一的第二王子派，而與第一王子派的路易斯水火不容，在咒龍事件後有意拉攏莫妮卡但不果。
為解決魔力量不足問題，而研究以精靈等魔法生物作魔導具的動力來源。為專注研究而強迫弟子們和工坊的職人代替他製作魔導具的工作，然後以自身名義高價出售。
已退役者
卡萊·麥斯威爾
前七賢人，稱號為〈星槍魔女〉，基甸·拉塞福的學生，路易斯與莫妮卡的師姐。
唯一能同時發動七道魔術的天才，擅長屬性為風，平民出生卻為少數能使用光系魔術的人，還開創了光系魔術「星槍」，其威力足以匹敵〈炮彈魔術師〉的六重強化魔術；而且也曾做出同時召喚四道風之精靈王門扉的壯舉。
愛好旅行，調查各處高濃度魔力的地區，成為七賢人後仍繼續旅行的生活，但不到3年便因家族醜聞而被迫辭退七賢人的職位，此後持續旅行並尋找下落不明的兄長。
葛拉漢·尚德茲
前七賢人，稱號為〈雷鳴魔術師〉。
為利迪爾王國無人不曉的救國英雄，國內不少地方都建立了他的銅像。為王國歷史中的最強屠龍者，其單獨討伐龍的數目為全國第一。
擅長屬性為雷，會以雷系魔術與武技戰鬥，且懂得飛行魔術。年輕時實力足以匹敵上位精靈。
基於年事已高，還不小心閃到腰，決定隱退。與博德蘭同時辭退七賢人的職位，兩人的空缺分別由莫妮卡與路易斯所接替。
隱退後仍繼續培育魔術人材。
博德蘭·維爾登
前七賢人，稱號為〈治水魔術師〉，蘿莎莉的父親，路易斯的岳父。
為王國治理洪水氾濫問題、建設水路系統的功臣，但因重視工作而導致他與妻女之間的關係降到冰點。
由於年事已高，其魔力量每況愈下而決定隱退，同時為彌補女兒且路易斯已具備七賢人的實力，而推薦路易斯參加七賢人的選拔試。另在選拔試中見識到莫妮卡的才能，建議梅爾麗必須確保她不會流失到國外。
後來出席女兒與路易斯的婚禮，並決定戒酒。
梅麗莎·羅斯堡
前七賢人，稱號為第四代〈荊棘魔女〉，勞爾的姐姐。
擅長屬性為土，擅長製作魔藥，也能操縱植物與召喚精靈王。
因為私自把自製的愛情魔藥販賣給貴族，違反家族與王族之間的協議，而被家族撤銷其當家身份，大多數貴族也主動與她保持距離，被視為史上任期最短的七賢人，其空缺後由勞爾所接替。

#### 賽蓮蒂亞學園
現任學生會成員
菲利克斯·亞克·利迪爾（聲：坂田將吾、安齋由香里〈幼年〉）
利迪爾王國第二王子，學生會會長，克拉克福特公爵達瑞斯·奈特雷的外孫。
文武雙全、完美無瑕的王子，但其城府深。因其英俊的外表與敏銳的才智而備受師生尊崇，也多次代表王國處理外交事務，並留下卓越的成果。雖被視為對克拉克福特公爵言聽計從的傀儡，但本人也暗中建立自身勢力，準備日後與公爵抗衡。
基於某些原因被克拉克福特公爵禁止他學習魔術，而對外宣稱自己沒有魔術天賦。
經常隱藏身份偷溜出學園玩耍，使其十分熟悉王國的娛樂文化，希望能找出能讓自己熱衷的事物。後因某些私事而隱藏身份獨自暗訪東部，但遇到龍害受到翼龍群襲擊，千鈞一髮之際〈沉默魔女〉以完美無缺的魔術準確擊殺翼龍群而獲救，使其極度崇拜她，同時亦因找到自己的興趣，積極暗中研究魔術，還會拜讀〈沉默魔女〉的論文。
莫妮卡找出暗算他的學生後，為觀察她而任命她為學生會新任會計。覺得莫妮卡很像小松鼠，而稱呼她為「小松鼠」，之後更直呼其名。
希利爾·艾仕利（聲：中島良樹、藤原夏海〈幼年〉）
〈識者家系〉海恩侯爵養子兼下任當家，學生會副會長。向菲利克斯宣誓對其忠誠，菲利克斯也十分信賴他。
擅長屬性為冰，曾因過度練習而患上過剩吸收魔力症。其養父贈送他魔導具胸針，以釋放出體內過多的魔力，但有時仍需故意使用魔術釋出胸針無法承受的魔力。
艾利歐特·霍華德（聲：木村良平）
學生會書記。有強烈的階級概念，自小認識菲利克斯。西洋棋藝名列前茅且懂得拉小提琴。
尼爾·庫雷·梅伍德（聲：榊原優希）
〈調停者家系〉梅伍德男爵嫡子，學生會總務。個性溫和友善認真，擅長協商。
與歷代梅伍德男爵一樣，擅長屬性為土。
布莉吉特·葛萊安（聲：日笠陽子）
雪路貝裏侯爵千金，學生會書記，為學園三大美女之一。自小認識菲利克斯。
成績優異，言行舉止完美，精通多國語言，打算畢業後成為外交官。
其他學生
伊莎貝爾·諾頓（聲：種崎敦美）
柯貝可伯爵千金。莫妮卡的任務協助者，負責扮演壞心腸的惡役千金角色。表面上在學園裡會欺負莫妮卡，私底下則視她為姐姐般仰慕著。
拉娜·可雷特（聲：中村環奈）
可雷特男爵千金，對時尚非常了解，莫妮卡在學園交到的第一個朋友。
父親原為平民商人後被任命為貴族男爵，使其在學園受到同學們的蔑視，但本人早已習以為常。
凱西·古洛布（聲：直田姬奈）
布萊特伯爵千金，其領地與王國東部接壤。
出身田園貴族，擅長騎馬、狩獵和刺繡，個性開朗。
古蓮·達德利（聲：木村太飛）
路易斯的弟子，老家開肉舖，活力十足的大嗓門。
天賦優異，魔力量遠超乎常人，但對術式的理解力低。在王國非官方紀錄中其魔力量己突破250。擅長屬性為火，路易斯考慮到其理解力低，只教授他基本的火系魔術與飛行魔術，後從〈沉默魔女〉習得同時發動兩道魔術的秘訣。
由於老家開肉舖，使其十分熟悉各種肉類的烹飪方法，且本人也喜愛吃肉。
因〈詠星魔女〉曾預言如果古蓮繼承家業王國便會滅亡，經王國調查發現其魔力量遠超乎常人，而安排其入讀米妮瓦學習魔力操縱以免失控。
在米妮瓦引發魔力失控事件而被路易斯收為弟子，有時會協助魔法兵團的事務，後轉至賽蓮蒂亞學園就讀。
克勞蒂亞·艾仕利（聲：茅野愛衣）
〈識者家系〉海恩侯爵千金，希利爾的義妹，尼爾的未婚妻，學園三大美女之一。
典型的〈識者家系〉族人，自幼便閱讀大量書籍，因此知識淵博而被稱為〈移動圖書館〉。
毒舌的冰山美人，且對未婚夫尼爾抱有近乎佔有欲的感情。
修伯特·迪伊
布拉福的侄子，第二代米妮瓦的頑童，莫妮卡與古蓮的學長。極度熱愛魔法戰，在學期間一而再地向教師與學生發起魔法戰，引發無數暴力事件導致留級，最後遭到退學在家裡安排下插班到賽蓮蒂亞學園就讀。儘管血氣方剛但頭腦優異，作為魔術師的實力十分出色，是製作魔導具的天才。

#### 米妮瓦
威廉·瑪克雷崗（聲：茶風林）
米妮瓦的教授之一，稱號為〈水咬魔術師〉，上級魔術師。年輕時為水龍討伐隊的王牌，後因暈船而隱退。
擅長屬性為水，對水中目標的攻擊精準無比，也會召喚精靈王。
後來轉任至賽蓮蒂亞學園的基礎魔術學教師，後在學園中發現莫妮卡，考慮到七賢人偽裝身份必有隱情，而在表面上假裝不認識她，並暗中守候她。
基甸·拉塞福
米妮瓦的教授之一，稱號為〈紫煙魔術師〉，年輕時的稱號為〈岩窟魔術師〉，上級魔術師。卡萊、路易斯與莫妮卡的師傅。
擅長屬性為土，以土系魔術和武技戰鬥，還會使用為菸斗的煙賦予加特殊魔術，也會召喚精靈王。具備足以成為七賢人的實力，多次被推薦參加選拔試，但每次都拒絕。

#### 王族與貴族
安布羅斯·庫雷朵·利迪爾
利迪爾王國現任國王，萊歐尼爾、菲利克斯和亞伯特的父親。
本身也是名優秀的魔術師，擅長屬性為土。
基於某些原因命令路易斯暗中護衛菲利克斯，實為監視。
在咒龍事件發生時，因患重病而卧病在床。
萊歐尼爾·布雷姆·艾圖亞特·利迪爾
利迪爾王國的第一王子，和路易斯與羅莎莉是米妮瓦的同學。五官粗獷的壯漢，但心地十分善良。
不擅長政治與魔術，但擅長劍術。
達瑞斯·奈特雷
克拉克福特公爵，菲利克斯的外祖父，第二王子派的首領，賽蓮蒂亞學園的理事長，掌控貴族議會。
亞茲爾·諾頓
柯貝可伯爵。
韋聖特·艾仕利
〈識者家系〉海恩侯爵，克勞蒂亞的父親，希利爾的養父。
巴洛克伯爵夫人
王國上流社會享有盛品的美容專家。

#### 其他
蘿莎莉·米萊／蘿莎莉·維爾登（聲：佐藤利奈）
曾在魔法兵團醫務室就職的醫師。博德蘭的女兒，路易斯的愛妻。在莫妮卡潛入賽蓮蒂亞學園後不久懷孕，後來誕下女兒。
韋內迪克特·雷因（聲：宮本充）
莫妮卡的父親，學者。已故。
妻子早逝後，便獨力養育女兒。在各領域都具備豐富知識的天才，不論是咖啡壺、醫療器材和魔導具都能自行設計，深信「這個世界是由數字所構成的」（萬物皆數）。
後因被誣陷研究禁術而遭到處決，研究的紀錄與成果皆遭消毀。
莫妮卡的叔父
韋內迪克特被處決後收養了莫妮卡，但終日酗酒並虐打莫妮卡，使莫妮卡害怕高大且強壯的男性和一度患上了失語症，同時亦導致她每當感到痛苦時便會逃避進數字世界，並將人類視為數字集合體看待。
希爾達·艾瓦雷特
王利魔法研究所的研究員，曾是韋內迪克特的助手，也是莫妮卡的養母。
亞加莎（聲：原紗友里）
伊莎貝爾的女僕。
波特
古書店店主兼小說家，筆名為「達士亭·君塔」，韋內迪克特的朋友。

### 魔法生物
琳姿貝兒菲（聲：M·A·O）
與路易斯簽訂契約的風之上位精靈，可變身成穿著女仆服的女性，或是有黃綠色羽毛的小鳥。
威爾迪安奴（聲：笠間淳）
與菲利克斯秘密簽訂契約的水之上位精靈，可變形為白蜥蜴。
雪露古利亞
冰之上位精靈，三大冬精靈之一。
奧爾提利亞
冰之上位精靈，三大冬精靈之一。
羅瑪利亞
冰之上位精靈，三大冬精靈之一。
瑟茲迪奧
巨狼外型的地之中位精靈。

#### 精靈王
芙雷姆·布雷姆
炎（火）之精靈王。
露露契拉
水之精靈王。
謝費爾德
風之精靈王。
亞克雷德
大地（土）之精靈王。

雷之精靈王。

冰之精靈王。

暗之精靈王。

光之精靈王。

### 古代魔導具
紡星之米拉
首飾型魔導具，寄宿著渴望與男性私奔甚至殉情的女性人格，因曾害死男性持有者，所以通常由女性使用。
具備吸收土地的魔力加以解放的性能，其效果受流年星象影響：在白天只會吸收不及夜間十分之一的魔力；若流年星象運行良好的夜晚，效果極佳，範圍更廣。
偽王之笛葛拉尼斯
笛型魔導具，寄宿著渴望透過戰亂造就英雄、王者的人格。具備操縱大量精靈的性能。
柏廬之鏡
能夠展開大規模一級反射結界的魔導具。

## 用語
七賢人
利迪爾王國最高位的7名魔術師，也是國王的直屬顧問，具備伯爵之位，又被稱為「魔法伯」。一般而言該爵位不能傳承予後代子孫，只能用一代。
翡翠室
七賢人的專屬會議辦公室。一般而言，只有國王與七賢人可以進出。
三大名校
利迪爾王國三所最有名望的學校的統稱。「賽蓮蒂亞學園」是培養貴族子弟的名校；「院」隸屬於神殿的專門研究法律的學院；「米妮瓦」是魔術師的養成機構。
沙姆叔叔的小豬
在利迪爾王國中盛行的童謠。
《巴索羅謬·亞歷山大的冒險》
熱門冒險小說系列，達士亭·君塔的代表作。
魔力
魔力是使用魔法、魔術等技術的基礎。魔法生物需要魔力維生。如果缺乏或不足，就無法使用魔術，魔法生物也會因而死亡。
魔力量上限等級：1-49為無天賦的普通人；50-99為見習或初級魔術師；100-129為中級魔術師；130或以上為上級魔術師；而七賢人的魔力量上限必須為150或以上。魔力超過200的人非常罕見。魔力量的成長會在20歲左右達到最高峰，然後便會隨著年齡增長不斷下降。
魔力中毒
人類的身體對魔力的耐性遠比龍、精靈等魔法生物低，吸收過量的魔力會為身體帶來負面影響，情況嚴重更會死亡。
隨著時代變化，不少地方的魔力濃度較古代低，使近代人類身處魔力濃度高的環境時容易出現魔力中毒。
過剩吸收魔力症
當人體魔力容器已滿，但身體仍判斷「魔力不足」，繼續吸收四周魔力的體質。由於容易引發魔力中毒，患者必須隨身配戴可釋放體內過量魔力的魔導具。然而，因有助於縮短恢復魔力的時間，因此有不少魔術師會故意進行嚴酷的修行，希望能獲得該體質。
魔力缺乏症

魔法
藉由魔力所引發的現象，本作中人類是無法使用魔法的，只有龍、精靈等魔法生物能用，且使用時不用詠唱。
魔術
人類以編纂術式行使魔力的技術。人類不詠唱就無法編纂術式操作魔力。部分上級魔術師具備縮短詠唱時間的技術。
莫妮卡能夠在腦海中創建魔術式，並且無需詠唱即可使用大約80%的已知魔術 。
召喚精靈王
最高位的魔術，以術式與魔力所建構的門扉讓精靈王的部分力量召喚至人間加以操縱，為目前已知最強大的魔術。
每位魔術師只能召喚對應其天生擅長屬性的精靈王，且消耗魔力較龐大。召喚時，魔術師必須藉由禮儀詠唱向高位存在報上自身名號以示敬意與謝意，莫妮卡在無詠唱召喚風之精靈王時，也會向其報上自身名號。
即使是上級魔術師與七賢人，可召喚精靈王的人不多，因此能使用此魔術便已具備足夠的資格成為上級魔術師和獲得稱號。
魔法劍
將魔術附加在刀劍戰鬥的技術，使用者需同時鑽研魔術與劍術。為蘭道爾王國騎士團的主流戰鬥方式。
魔導具

法杖
輔助魔術師的工具。
在利迪爾王國中，法杖的長度反映魔術師的地位，地位越高，長度越長。
螺炎
暗殺用魔導具。
咒術
運用詛咒的技術，性質與暗系魔術十分相似，其本質是讓別人感到痛苦為主。
黑炎
能將魔法、魔術和詛咒等一切事物燃燒殆盡的漆黑火焰，吞噬地表萬物的冥府之焰，只有黑龍與少數人能使用。
在古代有部分民族會把黑龍在內的黑炎使用者視為神明祟拜，在現代黑炎被定義為禁術。
魔法生物
龍
造成災害的生物。身體堅硬，弱點是眉心。龍的種類繁多，例如翼龍；上位種的龍的名字中帶有顏色，例如紅龍。其中又以黑龍與咒龍被視為嚴重的災害。
精靈

## 故事風格
據作者所述，作品設定風格為19世紀的近現代歐洲，在其之上融入魔法等奇幻元素。作者表示，將故事設定在近現代的原因是「為了故事中道具及概念需要一定的文明水準來配合。」

## 迴響
本作獲得《這本輕小說真厲害！》2022年版單行本、Novels類別第2位、新作類別第7位；2023年版單行本、Novels類別第4位，以及《下一部人氣輕小說大賞2021》的單行本第8名。
截至2022年2月，系列累積發行逾10萬冊。截至2023年8月，逾40萬冊。

## 出版書籍

### 輕小說

#### Silent Witch 沉默魔女的祕密
| 卷數 | KADOKAWA      | KADOKAWA                                                | 台灣角川       | 台灣角川                                             |
| 卷數 | 發售日期      | ISBN                                                    | 發售日期       | ISBN / EAN                                           |
| ---- | ------------- | ------------------------------------------------------- | -------------- | ---------------------------------------------------- |
| 1    | 2021年6月10日 | ISBN 978-4-04-074035-5                                  | 2022年5月25日  | ISBN 978-626-321435-4 EAN 471-128-961027-4（特裝版） |
| 2    | 2021年10月8日 | ISBN 978-4-04-074224-3                                  | 2022年9月19日  | ISBN 978-626-321787-4                                |
| 3    | 2022年2月10日 | ISBN 978-4-04-074375-2                                  | 2023年1月18日  | ISBN 978-626-352170-4                                |
| 4    | 2022年8月10日 | ISBN 978-4-04-074626-5                                  | 2023年6月7日   | ISBN 978-626-352620-4                                |
| 4.5  | 2022年10月7日 | ISBN 978-4-04-074629-6                                  | 2023年11月18日 | ISBN 978-626-378187-0                                |
| 5    | 2023年2月10日 | ISBN 978-4-04-074628-9                                  | 2024年3月11日  | ISBN 978-626-378630-1                                |
| 6    | 2023年8月10日 | ISBN 978-4-04-075090-3                                  | 2024年6月17日  | ISBN 978-626-400076-5 EAN 471-128-961909-3（特裝版） |
| 7    | 2024年2月9日  | ISBN 978-4-04-075093-4 ISBN 978-4-04-075345-4（特裝版） | 2025年3月19日  | ISBN 978-626-415388-1                                |
| 8    | 2024年8月9日  | ISBN 978-4-04-075563-2                                  | 2025年7月21日  | ISBN 978-626-435004-4                                |
| 9    | 2025年2月10日 | ISBN 978-4-04-075813-8 ISBN 978-4-04-075814-5（特裝版） |                | ISBN 978-626-435267-3                                |
| 9.5  | 2025年6月10日 | ISBN 978-4-04-075854-1                                  |                |                                                      |
| 10   | 2025年7月10日 | ISBN 978-4-04-075855-8                                  |                |                                                      |

#### Silent Witch -another- 一步登天的結界魔術師
| 卷數 | KADOKAWA      | KADOKAWA               | 台灣角川       | 台灣角川              |
| 卷數 | 發售日期      | ISBN                   | 發售日期       | ISBN                  |
| ---- | ------------- | ---------------------- | -------------- | --------------------- |
| 上   | 2023年12月8日 | ISBN 978-4-04-075207-5 | 2024年10月28日 | ISBN 978-626-400638-5 |
| 下   | 2024年4月10日 | ISBN 978-4-04-075208-2 | 2025年5月7日   | ISBN 978-626-415669-1 |

### 漫畫
| 卷數 | KADOKAWA      | KADOKAWA               | 台灣角川      | 台灣角川              |
| 卷數 | 發售日期      | ISBN                   | 發售日期      | ISBN                  |
| ---- | ------------- | ---------------------- | ------------- | --------------------- |
| 1    | 2022年4月1日  | ISBN 978-4-04-736981-8 | 2023年8月24日 | ISBN 978-626-352832-1 |
| 2    | 2022年12月1日 | ISBN 978-4-04-737274-0 | 2024年4月18日 | ISBN 978-626-378842-8 |
| 3    | 2023年8月1日  | ISBN 978-4-04-737540-6 | 2024年9月12日 | ISBN 978-626-400553-1 |
| 4    | 2024年5月31日 | ISBN 978-4-04-738003-5 | 2025年6月12日 | ISBN 978-626-415878-7 |
| 5    | 2025年1月31日 | ISBN 978-4-04-738326-5 |               |                       |

## 電視動畫
2024年8月宣布動畫化，於2025年7月播出。

### 製作人員
- 原作：
- 總導演、構成、劇本：金崎貴臣
- 導演：岩本保雄
- 人物設定：
- 怪獸、道具設計：岩永悅宜
- 美術監督：丸山由紀子、山梨繪里
- 色彩設計：吉田沙織
- 3DCG導演：今垣佳奈
- 攝影監督：衛藤直毅
- 編輯：木村佳史子
- 音響導演：金崎貴臣
- 音樂：Cygames、田山里奈
- 動畫製作：Studio五組
- 製作：賽蓮蒂亞學園廣報部[7]

### 主題曲
片頭曲Feel
演唱、編曲：羊文學，作詞、作曲：
片尾曲mild days
演唱、編曲：羊文學，作詞、作曲：

### 各話列表
| 話數 | 標題               | 分鏡     | 演出     | 作畫監督                                         | 總作畫監督                                                 | 首播日期      |
| ---- | ------------------ | -------- | -------- | ------------------------------------------------ | ---------------------------------------------------------- | ------------- |
| #1   | 同期來訪，提出難題 | 金崎貴臣 |          | 平田雄三、高村遼太郎、永山惠                     | 高村遼太郎、小池智史                                       | 2025年 7月5日 |
| #2   | 向前邁步           | 金崎貴臣 | 五味伸介 | 田中翼、片岡英之、西尾聰美、西本光咲             | 永山惠、小池智史                                           | 7月12日       |
| #3   | 賽蓮蒂亞學園學生會 | 金崎貴臣 | 藏本穗高 | 趙禮琳、栗原基樹、河野真也                       | 西田美彌子、小池智史、野田康行、平田雄三、緒方浩美         | 7月19日       |
| #4   | 完美的術式         | 金崎貴臣 | 牧野友映 | 清水椋大、趙小川、李偉峰、陳玲玲                 | 酒井孝裕、高村遼太郎、野田康行                             | 7月26日       |
| #5   | 沉默魔女的冒險     | 金崎貴臣 | 下司泰弘 | 田中翼、片岡英之、趙禮琳                         | 永山惠、松元美季、緒方浩美                                 | 8月2日        |
| #6   | 不合時宜的一杯     | 稻垣隆行 |          | 橋本純一、趙禮琳、米川                           | 小池智史、高村遼太郎、松元美季、緒方浩美、今西亨、野田康行 | 8月9日        |
| #7   | 反派千金           | 金崎貴臣 | 廖程芝   | 栗原基樹、河野真也、清水椋大、紫燈珈、上赤由香里 | 高村遼太郎、今西亨、野田康行                               | 8月16日       |

### BD / DVD
| 卷數 | 發售日期           | 收錄話數 | 規格編號          | 規格編號          |
| 卷數 | 發售日期           | 收錄話數 | BD限定版          | DVD限定版         |
| ---- | ------------------ | -------- | ----------------- | ----------------- |
| 1    | 2025年10月8日預定  | #1—#3    | ANZX-17771        | ANZB-17771        |
| 2    | 2025年11月12日預定 | #4—#6    | ANZX-17772〜17773 | ANZB-17772〜17773 |
| 3    | 2025年12月17日預定 | #7—#9    | ANZX-17774        | ANZB-17774        |
| 4    | 2026年1月21日預定  | #10—#13  | ANZX-17775〜17776 | ANZB-17775〜17776 |

## 註解
1. ↑  曾有人問莫妮卡喜歡貓還是狗，而她回答只要有肉球就可以。尼洛得知後十分生氣並禁止莫妮卡觸碰自己的肉球一週。
2. ↑  莫妮卡與人筆談時，還會故意改變書寫習慣，避免其身份因筆跡而敗露。

## 外部連結
- 成為小說家吧官方網站（日語）
- KADOKAWA官方網站（日語）
- Silent Witch 沉默魔女的祕密的X（前Twitter）（日語）
- 電視動畫官方網站（日語）
- 電視動畫官方的X（前Twitter）（日語）